# 댐 스몰 리눅스
댐 스몰 리눅스(영어: Damn Small Linux, 의미: 존나게 작은 리눅스)는 존 앤드루스(John Andrews) 등이 개발한 컴퓨터 운영 체제이다. 라이브 CD 형태로 제공 된다. 특히 임베디드 버전의 경우는 약 50MB 정도에 불과하나 웹 브라우저, 편집기, 스프레드시트 등 일반적인 작업에 필요한 환경이 모두 갖추어져 있다.

## 환경
DSL은 김프 툴킷 1.x 기반의 Fluxbox 데스크톱 환경을 가지고 있으며, 패키지는 데비안 형식을 사용한다. (그러나 데비안과 상호 호환되지 않으며, DSL-N은 김프 툴킷 2.0을 기반으로 하는 Fluxbox를 사용한다.)
하드 디스크에 설치 시 ext3에 설치할 수 있으며, GRUB 또는 LILO 중 부팅 관리자를 선택할 수 있다.

## 버전
- DSL 임베디드 (약 55 MB) : 아주 작은 리눅스이다. ISO로 제공된다.
- DSL-N (약 85 MB) : DSL은 작지 않다. GTK+ 2.0 및 몇 가지 프로그램을 좀 더 탑재하고 있다.

(이 밖에도 몇 가지 더 버전이 존재한다.)

## 같이 보기
- 리눅스
- 미니 리눅스
- 퍼피 리눅스